# Liste der Biografien/Enr
Liste der Biografien |
Portal Biografien |
Personensuche
# |
A |
B |
C |
D |
E |
F |
G |
H |
I |
J |
K |
L |
M |
N |
O |
P |
Q |
R |
S |
T |
U |
V |
W |
X |
Y |
Z |
?
 
Ea |
Eb |
Ec |
Ed |
Ee |
Ef |
Eg |
Eh |
Ei |
Ej |
Ek |
El |
Em |
En |
Eo |
Ep |
Eq |
Er |
Es |
Et |
Eu |
Ev |
Ew |
Ex |
Ey |
Ez
 
Ena |
Enb |
Enc |
End |
Ene |
Enf |
Eng |
Enh |
Eni |
Enj |
Enk |
Enl |
Enm |
Enn |
Eno |
Enq |
Enr |
Ens |
Ent |
Enu |
Env |
Enw |
Enx |
Eny |
Enz
Die Liste der Biografien führt alle Personen auf, die in der deutschsprachigen Wikipedia einen Artikel haben. Dieses ist eine Teilliste mit 52 Einträgen von Personen, deren Namen mit den Buchstaben „Enr“ beginnt.

## Enr

### Enri
- Enria, Andrea (* 1961), italienischer Bankmanager, Vorsitzender der Europäischen Bankenaufsichtsbehörde
- Enrich, Giuani (1881–1970), Südtiroler Bildhauer
- Enrich, Ramon (* 1968), katalanischer Maler und Bildhauer
- Enrich, Sergi (* 1990), spanischer Fußballspieler
- Enrici, Domenico (1909–1997), italienischer Geistlicher, römisch-katholischer Erzbischof und Diplomat des Heiligen Stuhls
- Enrici, Giuseppe (1894–1968), italienischer Radrennfahrer
- Enrico Pescatore († 1230), Pirat im Mittelmeer
- Enrico, Jérôme, französischer Filmregisseur
- Enrico, Robert (1931–2001), französischer Filmregisseur
- Enrico, Roger (1944–2016), US-amerikanischer Manager
- Enright, Adam (* 1983), kanadischer Curler
- Enright, Anne (* 1962), irische SchriftstellerinAnne Enright (* 1962)

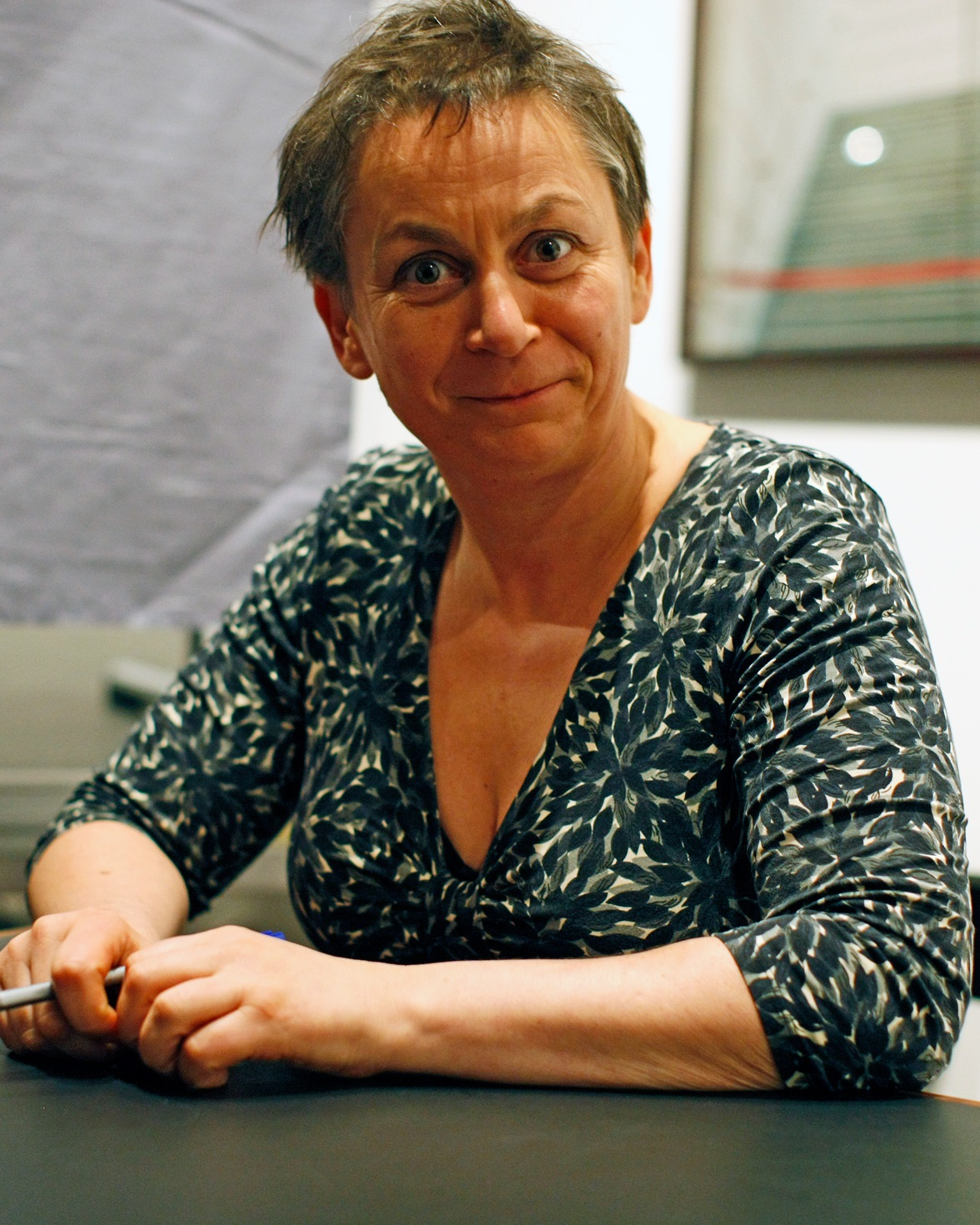
Anne Enright (* 1962)

- Enright, Barbara (* 1949), US-amerikanische Pokerspielerin
- Enright, D. J. (1920–2002), britischer Dichter, Autor und Hochschullehrer
- Enright, Nick (1950–2003), australischer Drehbuchautor
- Enright, Olwyn (* 1974), irische Politikerin
- Enright, Ray (1896–1965), US-amerikanischer Filmregisseur, Drehbuchautor und Filmeditor
- Enright, Thomas W. (* 1940), irischer Politiker
- Enrigue, Álvaro (* 1969), mexikanischer Schriftsteller
- Enrile, Juan Ponce (* 1924), philippinischer Politiker
- Enrique de Paris, französischer Komponist und Sänger in Spanien
- Enrique el Mellizo (1848–1906), spanischer Flamenco-Sänger
- Enrique Melaka, Sklave und Dolmetscher von Ferdinand Magellan
- Enrique y Tarancón, Vicente (1907–1994), spanischer Geistlicher, Erzbischof von Madrid und Kardinal der Römischen Kirche
- Enrique, Héctor (* 1962), argentinischer Fußballspieler
- Enrique, José (* 1986), spanischer Fußballspieler
- Enrique, Olaya (* 2005), spanische Fußballspielerin
- Enriques, Federigo (1871–1946), italienischer Mathematiker
- Enríquez de Almansa, Martín (1510–1583), spanischer Vizekönig von Peru
- Enríquez de Arana, Beatriz, Geliebte von Christoph Kolumbus und Mutter seines zweiten Sohnes, Fernando Kolumbus
- Enríquez de Guzmán, Luis, Vizekönig von Neuspanien und Peru
- Enríquez de Rivera, Payo († 1684), Erzbischof von Mexiko und Vizekönig von Neuspanien
- Enríquez Gallo, Alberto (1895–1962), ecuadorianischer Präsident, Militär
- Enríquez Salazar, Manuel (1926–1994), mexikanischer Komponist, Geiger und Musikpädagoge
- Enríquez, Adrián (* 1984), argentinischer Tangomusiker
- Enríquez, Alejandro (* 2000), guatemaltekischer Squashspieler
- Enriquez, Bobby (1943–1996), philippinischer Jazzmusiker
- Enríquez, Daniel (* 1958), uruguayischer Fußballspieler und -trainer
- Enriquez, Edison (* 1994), ecuadorianischer Langstreckenläufer
- Enríquez, Fadrique († 1538), Admiral von Kastilien
- Enríquez, Félipe (* 1961), mexikanischer Radrennfahrer
- Enriquez, Jocelyn (* 1974), philippinisch-amerikanische Popsängerin
- Enríquez, Jorge (* 1991), mexikanischer Fußballspieler
- Enríquez, Josué (* 1994), guatemaltekischer Squashspieler
- Enriquez, Mariana (* 1973), argentinische SchriftstellerinMariana Enriquez (* 1973)

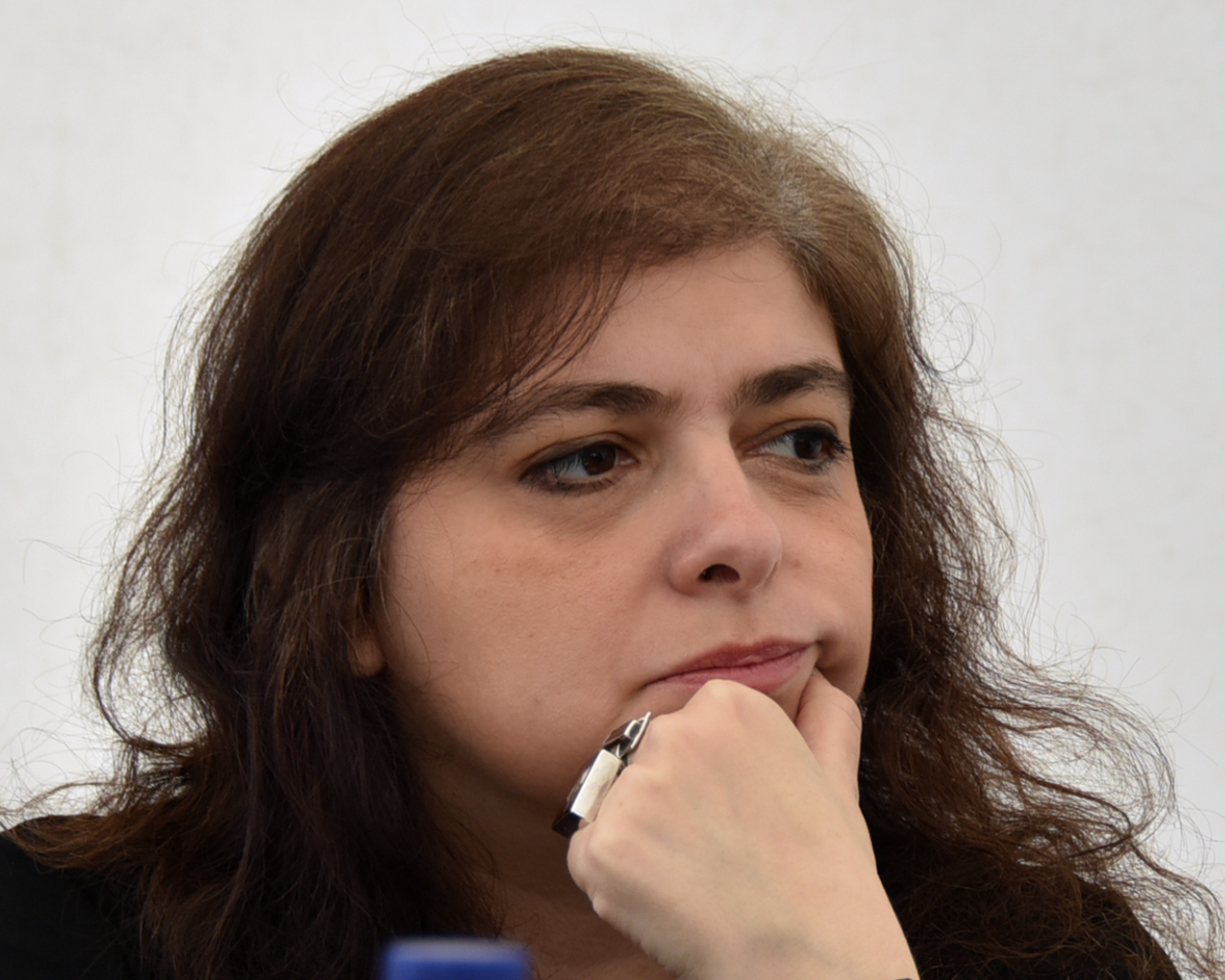
Mariana Enriquez (* 1973)

- Enríquez, Miguel (1944–1974), chilenischer Mediziner und Politiker
- Enríquez, Nelson (* 1961), chilenischer Fußballspieler
- Enríquez, Salvador († 2021), mexikanischer Fußballspieler
- Enríquez-Ominami, Marco (* 1973), chilenischer Politiker
- Enriquillo, Häuptling der Taino-Indianer auf Hispaniola

### Enro
- Enroth, Jhonas (* 1988), schwedischer Eishockeytorwart
- Enroth, Stephan (1701–1746), Abt des Klosters Salem